# Charles Armand de Gontaut-Biron

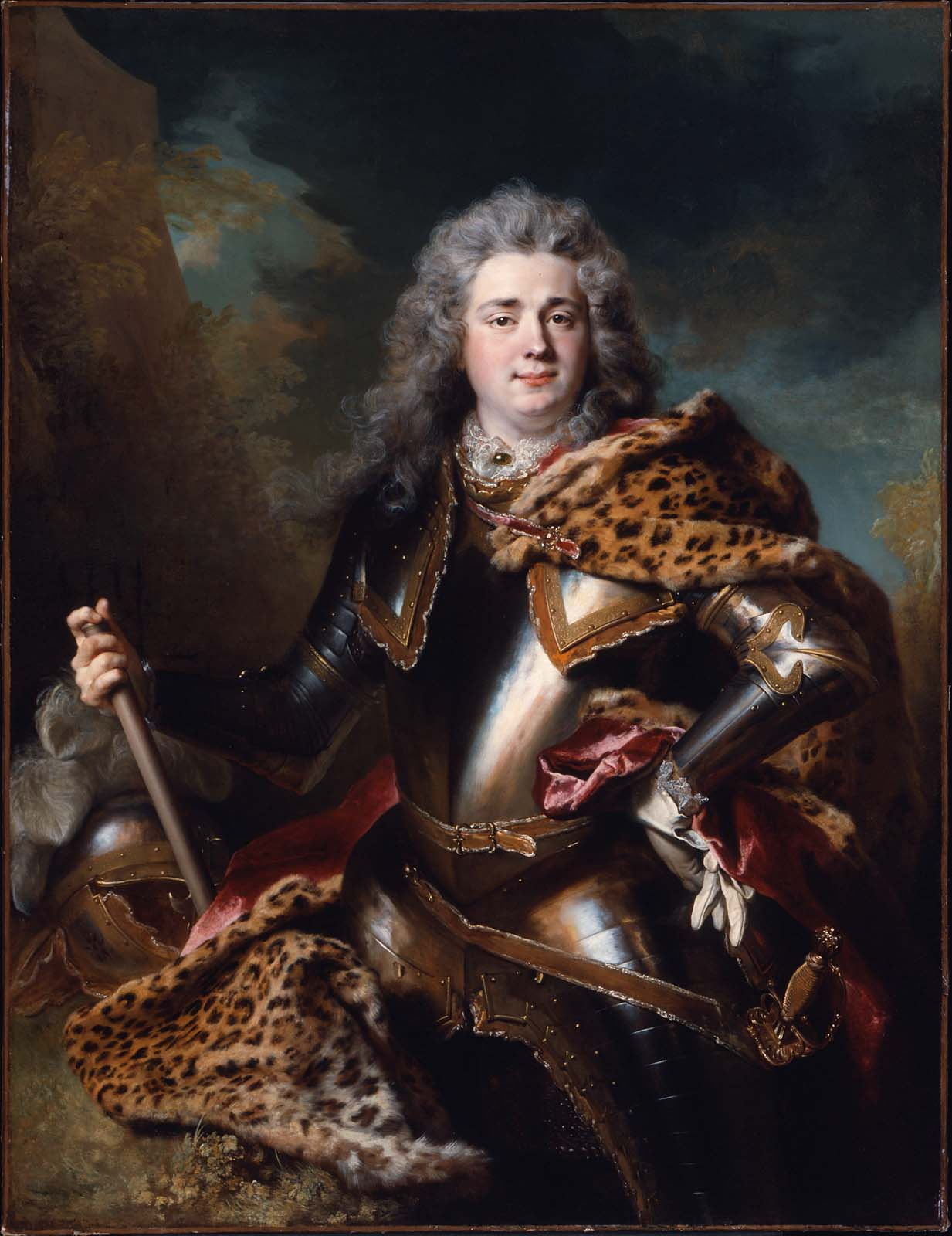
Porträt von Charles Armand de Gontaut-Biron, Duc de Biron, von Nicolas de Largillière, 1721, Museum of Fine Arts, Boston

Charles Armand de Gontaut-Biron (* 5. August 1663 in Paris; † 23. Juli 1756 ebenda) war ein französischer Aristokrat und Militär, Marquis de Brisambourg, Marquis und später Duc de Biron, Pair de France, der unter Ludwig XIV. und Ludwig XV. diente und zum Marschall von Frankreich befördert wurde. Er war Mitglied im Conseil de la Guerre (1715–1718).

## Leben
Charles Armand de Gontaut-Biron gehörte der aus dem Périgord stammenden Familie Gontaut-Biron an. Er war der Sohn von François de Gontaut-Biron (* 1629; † 1700), Marquis de Biron und de Brisambourg, und Elisabeth de Cossé, und Urenkel des Marschalls Armand de Gontaut (* 1524; † 1592) und Großneffe des Marschalls Charles de Gontaut (* 1562; † 1602).
1681 wurde er Colonel im Régiment de La Marche Infanterie, Kapitän im Régiment du Roi. Am 3. Januar 1696 wurde er zum Brigadier d’Armée befördert. Am 29. Januar 1702 wurde er zum Maréchal de camp ernannt. Er diente in Deutschland und kämpfte am 12. Oktober 1702 bei der Belagerung von Neuenburg am Rhein und kämpfte zwei Tage später in der Schlacht bei Friedlingen. 1703 diente er in Flandern. Am 26. Oktober 1704 wurde er zum Lieutenant-général des Armées du Roi befördert.
In der Schlacht bei Oudenaarde (11. Juli 1708) wurde er verwundet und geriet in Gefangenschaft. Bei der Belagerung von Landau (2. Juli 1713) wurde er so am linken Arm verwundet, dass dieser am 20. August amputiert werden musste. Nach der Eroberung der Stadt wurde er deren Gouverneur.
In der Zeit der Polysynodie (1715–1718) wurde er vom Regenten Philippe d’Orléans, in den Conseil de la Guerre berufen (September 1715) und mit der Führung der Infanterie beauftragt. Nach dem Ende der Polysynodie (25. September 1718) blieb er für die Infanterie verantwortlich. Am 17. Juni 1719 wurde er Premier Écuyer des Regenten und dann auch Generalinspekteur der Infanterie.
Im Oktober 1721 wurde er Mitglied des Regentschaftsrates. Im Februar 1723 wurde er zum Herzog und Pair ernannt, erblich in der männlichen Nachkommenschaft, ernannt, die Registrierung beim Parlement erfolgte am 22. August 1723. Er trat als Herzog und Pair zugunsten seines Sohnes François Armand de Gontaut-Biron zurück, dieser wurde am 19. März 1733 als Pair beim Parlement empfangen. Im November 1723 erbte er von Antonin Nompar de Caumont, einem Onkel seiner Ehefrau, das Herzogtum Lauzun. 1730 wurde er Comte de Cabrères.
Am 14. Juni 1734 machte ihn Ludwig XV. zum Marschall von Frankreich, die Bekanntmachung erfolgte erst am 17. Januar 1735, den zugehörigen Eid legte er am 26. Januar 1735 ab. Er wurde aufgrund seines Alters dann Doyen der französischen Marschälle und der Generäle. Am 2. Februar 1737 wurde er Ritter im Orden vom Heiligen Geist. Er starb am 23. Juli 1756 in Paris in der Pfarre l’Oratoire.

## Ehe und Familie
Er heiratete mit Ehevertrag vom 12. August 1686 Marie-Antonine de Bautru de Nogent (* 1662; † 4. August 1742 in Paris an einem Schlaganfall), Tochter von Armand de Bautru, Comte de Nogent, Lieutenant-général de Basse-Auvergne, und Diane Charlotte de Caumont-Lauzun. Das Ehepaar bekam 26 Kinder:
- Anne Jules († 28. September 1699[10] in Paris), Marquis de Brisambourg
- François Armand (* 21. Januar 1689[11]; † 28. Januar 1736[12] in Paris an den Pocken) 3. Duc de Biron, 1723 Pair de France; ⚭ 30. Dezember 1715 in Vincennes Marie-Adélaide de Gramont (* wohl 30. März 1700[13] in Versailles; † 25. August 1740 in Paris), Tochter von Antoine V. de Gramont, Duc de Gramont, Pair und Marschall von Frankreich, und Marie-Christine de Noailles
- Marguerite Mathilde[14] (* 1690; † 20. Januar 1724 in Saintes), geistlich in Chelles, 1718[15] Coadjutrix in der Abtei Notre-Dame de Saintes
- Jean Louis (* 15. Dezember 1692[16]; † 1772[17]), genannt l’Abbé de Biron, dann l’Abbé-Duc de Biron, Seigneur de Montaut etc., 12. Dezember 1712 Kanoniker an der Kathedrale von Paris, Kommendatarabt der Abtei Saint-Pierre de Moissac (8. Januar 1716[18]) und der Abtei Cadouin (1. Oktober 1727[19]), bis 1733 Domdechant in Paris, 1737/40 5. Duc de Biron, 1739 Pair de France[20]
- Françoise Madeleine (* 14. Oktober 1692[21]; † 18. März 1739[22] in Paris); ⚭ 23. Dezember 1715 Jean Louis d’Usson, Seigneur de Bonnac[23], Diplomat, außerordentlicher Gesandter in Konstantinopel, dann Gesandter in der Schweiz (1724)[24], Deutschland, Schweden, Russland und Spanien (* um 1672; † 1. September 1738 in Paris)
- Judith Charlotte (* wohl 1694[25]; † 20. April 1741 in Paris); ⚭ 7. März 1717[26] Claude Alexandre de Bonneval (* 14. Juli 1675 in Bonneval; † 23. März 1747 in Konstantinopel als Muslim), Chevalier, dann Comte de Bonneval, Generalleutnant des Kaisers in Österreich, Pascha und Generalissimus der osmanischen Truppen, Gouverneur von Karamanien, Beylerbey und Rumelien
- Geneviève (* 1697[27]; † 15. Januar 1756 in Paris); ⚭ 11. März 1720 in Paris Louis de Gramont, Comte de Lesparre, dann Comte de Gramont, Duc de Gramont, Prince de Bidache, Pair und Marschall von Frankreich (* 1689; X 15. April 1745 in der Schlacht bei Fontenoy), 1728 Ritter im Orden vom Heiligen Geist, Sohn von Antoine V. de Gramont, Duc de Gramont, Pair und Marschall von Frankreich, und Marie-Christine de Noailles
- Marie Antoinette Victoire[28] (* 1700; † 26. März 1770 in Paris); ⚭ 16. Juli 1721 Louis Claude Scipion de Grimoard de Beauvoir de Montlaur (* 19. September 1690; † 15. Juli 1752), Seigneur et 5. Comte du Roure[29], Marquis de Grizac (Languedoc), Lieutenant-général, Sohn von Louis de Beauvoir, Comte du Roure, und Louise de Caumont-La Force
- Louis Antoine (* 2. Februar 1701; † 29. Oktober 1788[30] in Paris), genannt Comte de Biron, dann Duc de Biron, Comte und 1740 6. Duc de Biron etc., 13. Februar 1743 Lieutenant-général, 1. Januar 1744 Ritter im Orden vom Heiligen Geist, 24. Februar 1757 Marschall von Frankreich, 1775 Gouverneur des Languedoc; ⚭ 29. Februar 1740, 1772 getrennt, Pauline Françoise de La Rochefoucauld de Roye (* 2. März 1723; † guillotiniert 27. Juni 1794 in Paris), Marquise de Sévérac, Tochter von François III. de La Rochefoucauld de Roye, Comte de Roucy, Marquis de Sévérac, und Marguerite Elisabeth Huguet de Sémonville
- Marie Renée (* 1701[31] in Paris; † 29. November 1775 ebenda); ⚭ 12. Dezember 1726 Charles Eléonor Colbert, Comte de Seignelay (* 22. Februar 1689 in Versailles; † 27. März 1747 in Paris), Sohn von Jean-Baptiste Colbert, Marquis de Seignelay, und Catherine Thérèse Goyon de Matignon
- Marie (* 18. März 1702; † jung)
- Charles Armand (* 19. Oktober 1703 in Paris; † 5. April 1732 ebenda), genannt l’Abbé de Gontaut, Abt von Chaumont-La-Piscine im Rethelois
- Charles Antonin (* 30. August 1705; † jung)
- Marie Charlotte Armande (* 20. September 1707 in Paris; † 8. Oktober 1707 ebenda)
- Charles Antoine Armand (* 8. Oktober 1708[32] in Paris; † 25. Oktober 1798 ebenda), genannt Marquis de Montferrand, dann Marquis puis Duc de Gontaut, 25. August 1758 Duc de Gontaut, Lieutenant-général des Armées du Roi (10. März 1748) und im Gouvernement de Languedoc et de Cévennes, 2. Februar 1757 Ritter im Orden vom Heiligen Geist; ⚭ 21. Januar 1744 Antoinette Eustachie Crozat du Châtel (Chastel) (* 25. Oktober 1727 in Paris; † 16. April 1747 ebenda), Tochter von Louis François Crozat, Marquis du Châtel (Chastel), und Marie Thérèse Catherine Gouffier de Heilly
- Charlotte Antonine (* 1. Juni 1711 in Paris; † 6. Juli 1740 im Château de Rambouillet an Brustentzündung nach einer Geburt); ⚭ 13. Februar 1730[33] François[34] du Bouchet, Comte de Montsoreau (Anjou) et de Tourzel, Seigneur et 4. Marquis de Sourches (Maine, 1746) (* 25. November 1711; † 9. April 1788 in Paris), Grand-Prévôt de France, Lieutenant-général, 1773 Ritter im Orden vom Heiligen Geist, dann Kommandeur des Ordens, er heiratete in zweiter Ehe am 17. August 1741 Marguerite Henriette Desmarets de Maillebois, Tochter des Marschalls Jean-Baptiste Desmarets
- 10 Kinder († klein)